# 列柱中庭

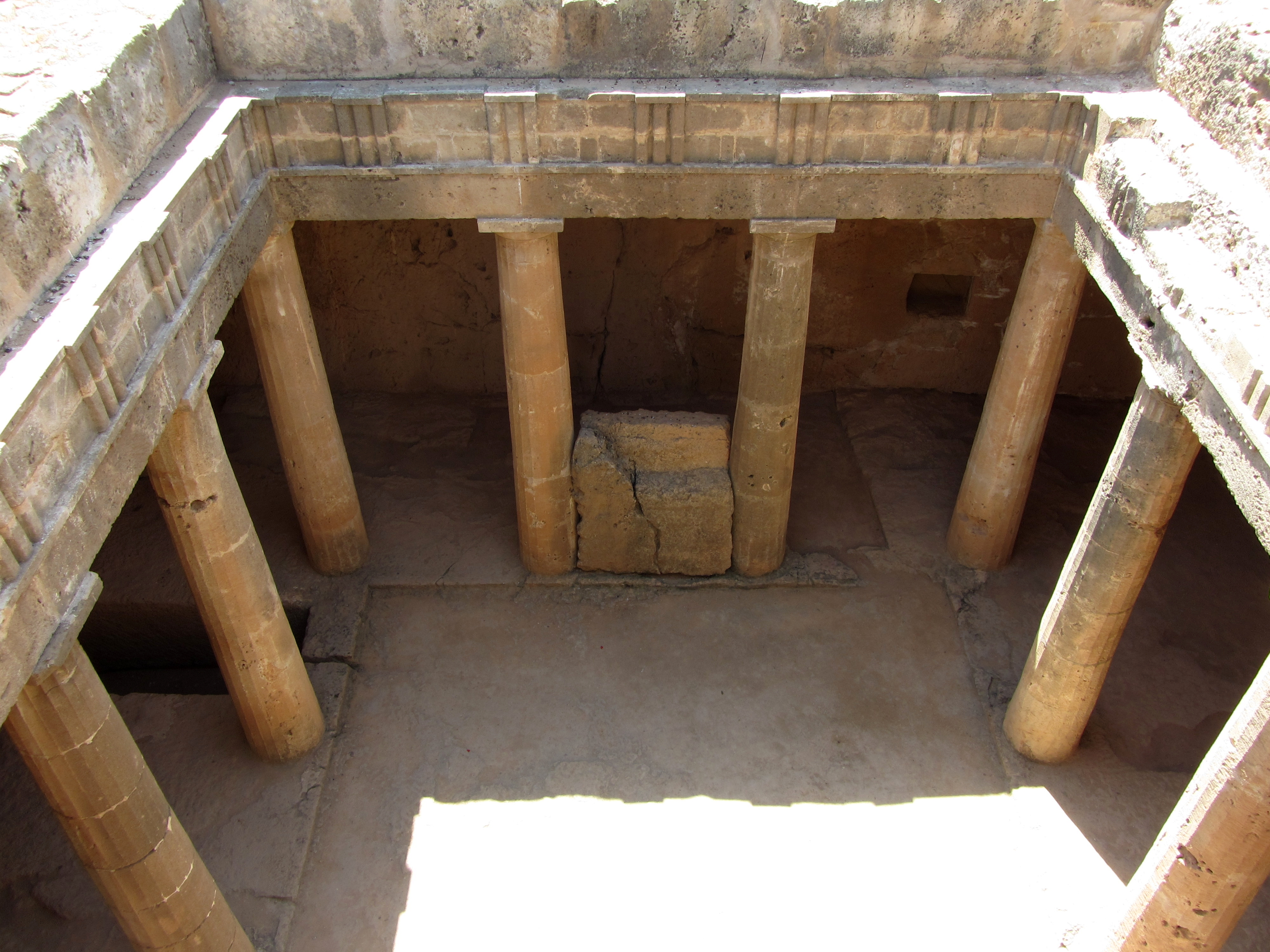
塞浦路斯的帕福斯国王墓葬中的中庭

列柱中庭（peristyle）是希臘建築及羅馬建築中的一種形式，指建築中央的庭園被柱廊包圍的情況。在古羅馬時期，列柱中庭是富裕人家住宅常見的特徵，被視為古典時代上流社會生活的標誌之一。

## 外部連結
- Barbara McManus, "The Peristylium" （页面存档备份，存于）: a reconstruction of a peristyle